# 圣西蒙 (埃纳省)
圣西蒙（法語：Saint-Simon，法語發音：[sɛ̃ simɔ̃]）是法国上法蘭西大區埃纳省的一个市镇，属于圣康坦区。

## 地理
圣西蒙（49°44'42"N, 3°10'31"E）面积6.34 平方千米，位于法国上法蘭西大區埃纳省，该省份为法国北部内陆省份，北起北部省，西接索姆省和瓦兹省，东临阿登省和马恩省，西南至塞纳-马恩省，东北部与比利时接壤。
与圣西蒙接壤的市镇（或旧市镇、城区）包括：阿努瓦、阿尔唐普、克拉斯特尔、迪里、弗拉维勒马泰勒、瑞西、奥勒济、蒂尼和蓬。

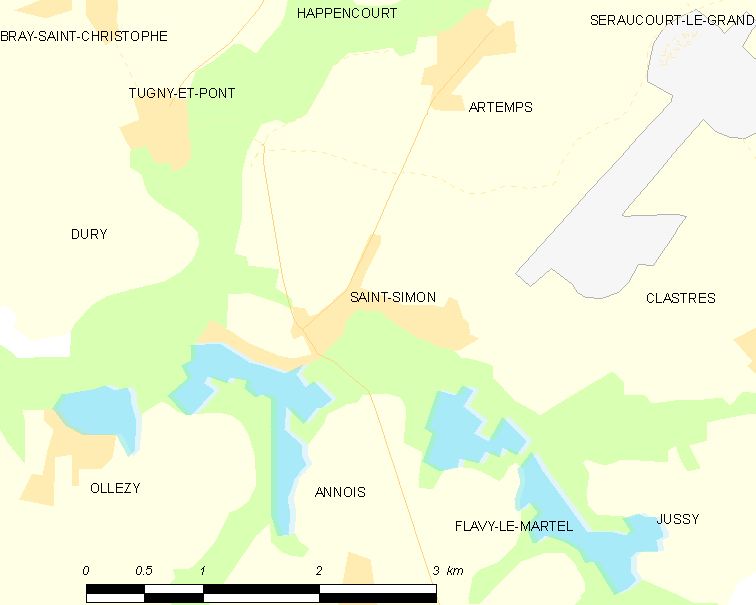
的OSM定位图

圣西蒙的时区为UTC+01:00、UTC+02:00（夏令时）。

## 行政
圣西蒙的邮政编码为02640，INSEE市镇编码为02694。

## 政治
圣西蒙所属的省级选区为里布蒙县。

## 人口

1962-2008年间人口变化图示

圣西蒙于2022年1月1日时的人口数量为598人。